# Crambus proteus
Crambus proteus is een vlinder uit de familie grasmotten (Crambidae). De wetenschappelijke naam van deze soort is voor het eerst geldig gepubliceerd in 2011 door Bassi & Mey.
De soort komt voor in tropisch Afrika.